# Myrmarachne elongata
Myrmarachne elongata este o specie de păianjeni din genul Myrmarachne, familia Salticidae, descrisă de Szombathy, 1915. Conform Catalogue of Life specia Myrmarachne elongata nu are subspecii cunoscute.